# Lautrupgårdskolen
Lautrupgårdskolen var en kommunal specialskole inden for rammerne af folkeskoleloven. Skolen underviste fortrinsvis AKT-elever, men havde også værkstedsundervisning for Ballerup Kommunes øvrige specialklasser.
Skolen lå på Lautrupgård i Ballerup.
Skolen havde 2008/09 ca. 70 egne elever i alderen 7 – 18 år.
Lautrupgårdsskolen blev integreret ind i Kasperskolen i 2014 og er nu beliggende på Ejbyvej 35, 2740 Skovlunde